# Bufonia paniculata
Bufonia paniculata är en nejlikväxtart. Bufonia paniculata ingår i släktet Bufonia och familjen nejlikväxter.

## Underarter
Arten delas in i följande underarter:
- B. p. paniculata
- B. p. teneriffae